# Dio lodato
Dio lodato è l'unico album in studio del rapper italiano Joe Cassano, pubblicato postumo nel 1999 dalla Portafoglio Lainz.

## Tracce
1. Intro (feat. DJ Gruff) – 3:01
2. Flow dopo flow giocando con il destino – 4:20
3. Giorno e notte (feat. Inoki) – 4:11
4. A nocche dure rischiando il culo – 3:22
5. Gli occhi della strada (feat. Inoki, Lord Bean) – 3:35
6. Dio lodato per sta chance – 5:02
7. Teste mobili (feat. Uomini di Mare, Nesly Rice) – 4:12
8. Teach'em Right (feat. Devonpepse, Fed Gambino) – 3:22
9. Basse frequenze (feat. Lamaislam, Inoki, Lord Bean, Fabri Fibra, Shezan il Ragio, Nesly Rice) – 11:13
10. Tributo (feat. Al Cassano, DJ Lugi, Devonpepse, Camelz Finezza Click, Inoki) – 10:55
11. Dio lodato (Acappella) – 4:27
12. Base tributo (feat. DJ Lugi) – 5:34